# Alur Selebu
Alur Selebu is een bestuurslaag in het regentschap Aceh Tamiang van de provincie Atjeh, Indonesië. Alur Selebu telt 3490 inwoners (volkstelling 2010).